# Perimetro
Il perimetro (dal greco perímetros, composto di perí, intorno, e métron, misura), in geometria, è la misura della lunghezza del contorno di una figura piana. Talvolta si indica con {\displaystyle 2p}, da intendersi come "due volte {\displaystyle p}", dove {\displaystyle p} è la metà del perimetro detto anche semiperimetro.

## Formule

### Poligoni
Nei poligoni, per trovare il perimetro bisogna sommare tra di loro i lati: (ad esempio in un quadrilatero {\displaystyle a+b+c+d}). Nei poligoni equilateri (come triangolo equilatero e quadrato) si può moltiplicare la lunghezza di un lato per il numero dei lati della figura (ad esempio nel quadrato di lato di lunghezza {\displaystyle l} è {\displaystyle 4l}).

### Cerchi

La circonferenza di un cerchio

Nel cerchio il perimetro non è composto da lati ma da una linea continua curva i cui punti sono equidistanti da un punto chiamato centro. Questa linea è detta circonferenza.
La formula per trovare la lunghezza della circonferenza è:
{\displaystyle \mathrm {Crf} =2\pi r,}
o
{\displaystyle \mathrm {Crf} =d\pi ,}
dove:
- {\displaystyle \mathrm {Crf} } indica la lunghezza della circonferenza;
- {\displaystyle \pi } indica il pi greco ({\displaystyle \pi =3,14159265\ldots });
- {\displaystyle r} indica il raggio del cerchio;
- {\displaystyle d} indica il diametro del cerchio.